# Phyllomacromia pallidinervis
Phyllomacromia pallidinervis är en trollsländeart som först beskrevs av W. Foerster 1906.  Phyllomacromia pallidinervis ingår i släktet Phyllomacromia och familjen skimmertrollsländor. IUCN kategoriserar arten globalt som livskraftig. Inga underarter finns listade i Catalogue of Life.